# Юнгерманія овальна
{{#ifeq:0|0|{{#if:Jungermannia obovata|{{#if:|[[]}}|[[]]}}}}
Юнгерманія овальна (Jungermannia obovata) — вид печіночників порядку юнгерманіальних (Jungermanniales).
Таксон вважається синонімом до Solenostoma obovatum (Nees) C.Massal.

## Поширення
Батьківщиною є Європа, Азія, Північна Америка.
Росте на вологих, вільних від вапна каменях і на гравійних болотистих ґрунтах.

## Характеристика
Стебла довжиною до п'яти сантиметрів мають червоно-фіолетові, рідше водянисті або буруваті ризоїди. Вони утворюють від хмарних до коричнево-зелених килимків. Свіжі рослини пахнуть морквою. Бокові листки від широкояйцеподібних до еліптичних, рідко майже круглих. Кожна клітина має від двох до п'яти масляних тілець.